# بنیاد نو در فلسفه
بنیاد نو در فلسفه (به انگلیسی: Reconstruction in Philosophy) کتابی از جان دیویی است.

## ترجمهٔ فارسی
محمدصالح ابوسعیدی این کتاب را به فارسی ترجمه کرده‌است.